# Luc Roosen
Luc Roosen (Bree, 17 de setembre de 1964) va ser un ciclista belga, que fou professional entre 1986 i 1997. Durant la seva carrera esportiva aconseguí 16 victòries, destacant la Volta a Suïssa de 1991.

## Palmarès
- 1986
  - Vencedor d'una etapa del Critèrium del Dauphiné Libéré
- 1987
  - Vencedor d'una etapa del Gran Premi del Midi Libre
- 1988
  - 1r al Tour du Haut-Var
  - Vencedor d'una etapa de la Volta a Suïssa
- 1989
  - 1r al Critèrium Geraardsbergen
  - Vencedor d'una etapa de la Schwanenbrau Cup
  - Vencedor d'una etapa de la Volta a Andalusia
- 1990
  - 1r al Trofeu dels Escaladors
  - Vencedor d'una etapa del Critèrium del Dauphiné Libéré
  - Vencedor d'una etapa de la Volta a Suïssa
- 1991
  - 1r a la Volta a Suïssa i vencedor d'una etapa
  - 1r al Critèrium de Bilzen
  - Vencedor d'una etapa del Tour de Valclusa
  - Vencedor d'una etapa del Tour del Mediterrani
- 1996
  - Vencedor d'una etapa de la Volta a Àustria

### Resultats al Tour de França
- 1986. 103è de la classificació general
- 1987. 104è de la classificació general
- 1989. 27è de la classificació general
- 1992. Abandona (14a etapa)
- 1993. 83è de la classificació general
- 1994. 68è de la classificació general

### Resultats a la Volta a Espanya
- 1991. 37è de la classificació general